# Grosse Pointe Park
Grosse Pointe Park – miasto w Stanach Zjednoczonych, w stanie Michigan, w hrabstwie Wayne, położone nad jeziorem St. Clair.